# 제트 여객기

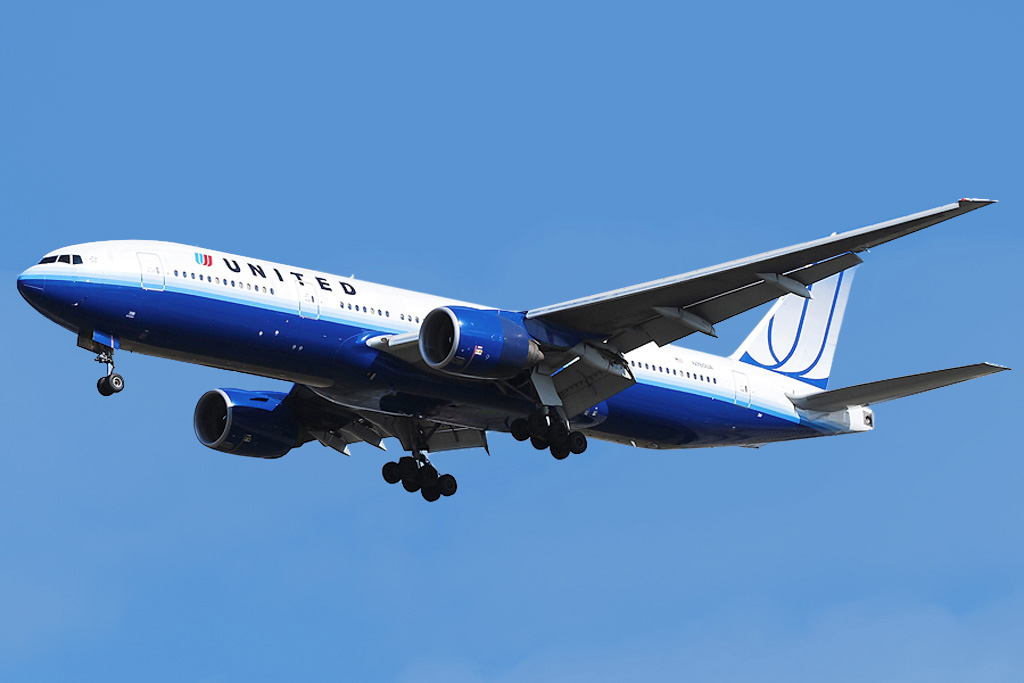
유나이티드 항공의 보잉 777-200

제트 여객기(jet airliner)는 제트 엔진으로 추진되는 여객용 항공기이다.
초창기 제트 여객기는 소음이 컸으며 들어가는 연료를 따져봐도 비효율적이었다. 나중에 터보프롭, 다른 말로 프롭젯이라고 부르는 방식이 나오면서 이 문제가 해결되었다. 오늘날에는 비교적 장거리의, 연비면에서도 효율적인 현대적인 터보팬 추진 여객기가 널리 쓰이고 있다.

## 같이 보기
- 여객기
- 개인용 제트기